# Thymebatis neotropica
Thymebatis neotropica är en stekelart som först beskrevs av Carlos Schrottky 1910.  Thymebatis neotropica ingår i släktet Thymebatis och familjen brokparasitsteklar. Inga underarter finns listade i Catalogue of Life.